# Kanton Heuvelland
Kanton Heuvelland is een kieskanton in de provincie West-Vlaanderen en het arrondissement Ieper. Het is de bestuurslaag boven die van de stad Mesen en de gemeente Heuvelland. Tot 2023 was Mesen de hoofdplaats van het kanton.
Tot 1970 was er ook een gerechtelijk kanton Mesen met een vredegerecht dat zetelde in het stadhuis.

## Kieskanton Heuvelland
Het kieskanton Heuvelland ligt in het provinciedistrict Ieper, het kiesarrondissement Kortrijk-Ieper en ten slotte de kieskring West-Vlaanderen. Het telt 6 stembureaus.

### Structuur
| Heuvelland       | Heuvelland       | Supranationaal         | Nationaal                         | Nationaal                 | Gemeenschap               | Gewest                    | Provincie                 | Arrondissement  | Provinciedistrict | Kanton          | Gemeente         | District         |
| ---------------- | ---------------- | ---------------------- | --------------------------------- | ------------------------- | ------------------------- | ------------------------- | ------------------------- | --------------- | ----------------- | --------------- | ---------------- | ---------------- |
| Administratief   | Niveau           | Europese Unie          | België                            | België                    | Vlaanderen                | Vlaanderen                | West-Vlaanderen           | West-Vlaanderen | West-Vlaanderen   | West-Vlaanderen | Heuvelland Mesen | -                |
| Administratief   | Bestuur          | Europese Commissie     | Belgische regering                | Belgische regering        | Vlaamse regering          | Vlaamse regering          | Deputatie                 | Deputatie       | Deputatie         | Deputatie       | Gemeentebestuur  | Districtscollege |
| Administratief   | Raad             | Europees Parlement     | Kamer van volksvertegenwoordigers | Vlaams Parlement          | Vlaams Parlement          | Vlaams Parlement          | Provincieraad             | Provincieraad   | Provincieraad     | Provincieraad   | Gemeenteraad     | Districtsraad    |
| Kiesomschrijving | Kiesomschrijving | Nederlands Kiescollege | Kieskring West-Vlaanderen         | Kieskring West-Vlaanderen | Kieskring West-Vlaanderen | Kieskring West-Vlaanderen | Kieskring West-Vlaanderen | Kortrijk-Ieper  | Ieper             | Heuvelland      | Heuvelland Mesen | -                |
| Verkiezing       | Verkiezing       | Europese               | Federale                          | Federale                  | Vlaamse                   | Vlaamse                   | Provincieraads-           | Provincieraads- | Provincieraads-   | Provincieraads- | Gemeenteraads-   | Districtsraads-  |